# Franz Angel
Franz Angel (* 1. Januar 1887 in Urfahr, Oberösterreich; † 4. Mai 1974 in Graz, Steiermark) war ein österreichischer Mineraloge, Petrograph und Hochschullehrer.

## Leben
Der gebürtige Oberösterreicher Franz Angel widmete sich nach der Matura an der Realschule in Linz dem Studium der Geologie, Mineralogie und Petrographie an den Universitäten Wien und Graz. Seit 1905 war er Mitglied der Grazer akademischen Burschenschaft Cheruskia. Franz Angel, Schüler von Rudolf Hoernes, Vinzenz Hilber, Joseph Anton Ippen, Cornelio August Doelter sowie Rudolf Scharizer, wurde 1909 in Graz zum Dr. phil. promoviert, im Folgejahr schloss er sein Studium mit der Lehramtsprüfung in Naturgeschichte, Mathematik und Physik ab.
Nach einer einjährigen Assistententätigkeit am mineralogisch-petrographischen Institut der Universität Graz übernahm er kurzfristige Stellen als Mittelschullehrer am Gymnasium in Wels und an der Handelsakademie in Graz, bevor er 1912 an die Landesoberrealschule in Graz wechselte, eine Position, die er bis 1931 innehielt. Zusätzlich betrieb er in seiner Freizeit Forschungen zur Petrographie und Mineralogie.
1920 habilitierte er sich als Privatdozent für die Fächer Mineralogie und Petrographie an der Universität Graz, 1925 wurde er zum außerordentlichen Professor befördert. 1931 wurde Franz Angel in der Nachfolge von Rudolf Scharizer zum ordentlichen Professor und Vorstand des Instituts für Mineralogie und Petrographie bestellt. Franz Angel präsidierte zudem seit 1937 den Naturwissenschaftlichen Verein für Steiermark und gehörte von 1938 bis 1944 dem Vorstand der Deutschen Mineralogischen Gesellschaft an.
Am 17. Mai 1938 beantragte Angel die Aufnahme in die NSDAP und wurde rückwirkend zum 1. Mai desselben Jahres aufgenommen (Mitgliedsnummer 6.281.942). Von 1941 bis 1945 war er geschäftsführender Dozentenbundführer an der Universität Graz. Außerdem arbeitete er als Lektor für die Parteiamtliche Prüfungskommission zum Schutze des nationalsozialistischen Schrifttums.
Der von der britischen Besatzungsmacht nach Ende des Zweiten Weltkriegs Pensionierte, kurzzeitig Internierte, war anschließend bis 1948 als selbständiger Fachberater für Mineralogie und Petrographie tätig.
Franz Angel, der insbesondere zur Gesteinswelt des Kristallins der Gleinalpe forschte, verstarb 1974 87-jährig in Graz.

## Publikationen
- Petrographische Studien an einigen Gesteinen aus der europäischen Türkei und Alt-Serbien. Dissertation, Universität Graz, 1909 (handschriftlich)
- Mit Franz Heritsch: Ein Beitrag zur Petrographie und Geologie des mittelsteirischen kristallinen Gebirges der Stubalpe : nebst Bemerkungen über das Gebiet der Gleinalpe, Verlag der Geologischen Staatsanstalt, Wien 1920
- Gesteine der Steiermark, U. Moser, Graz 1924
- Mit Franz Heritsch: Leitfaden der Mineralkunde und Allgemeinen Geologie für die 7. Klasse der Gymnasien, Realgymnasien und Realschulen, Hölder-Pichler-Tempsky A.G., Wien 1931
- Mit Rudolf Scharizer: Grundriss der Mineralparagenese, J. Springer, Wien 1932
- Mit Otmar Michael Friedrich: Ein Beitrag zur Formenkunde des Magnetites: Die Magnetitwürfel der Gulsen: Pseudomorphosen nach Eisenkies : Aus dem Mineralogisch-petrographischen Institut der Universität Graz, Hölder-Pichler-Tempsky, Wien/Leipzig, Akademie der Wissenschaften, Wien/Leipzig 1935
- Mit Rudolf Staber: Gesteinswelt und Bau der Hochalm-Ankogel-Gruppe, Wagner, Innsbruck 1952
- Mit Franz Laskovic: Beitrag zur Kenntnis der Enstatit-Bronzitfelse der Ultramafit-Masse von Kraubath (Steiermark), J. Springer, Wien / New York 1966